# Suisse aux Jeux olympiques de la jeunesse d'hiver de 2024
La participation de la Suisse aux Jeux olympiques de la jeunesse d'hiver de 2024 a lieu du 19 janvier au 1er février 2024, à Gangwon en Corée du Sud. Il s'agit de sa quatrième participation aux Jeux olympiques de la jeunesse d'hiver.
Le snowboardeur Jonas Aschilier et la curleuse Jana Soltermann sont les porte-drapeaux lors de la cérémonie d'ouverture.
Le skieur acrobatique Alan Bornet et la fondeuse Ilaria Gruber sont les porte-drapeaux lors de la cérémonie de clôture.

## Délégation

### Sélection
Le tableau suivant montre les athlètes suisses sélectionnés par Swiss Olympic dans chaque discipline :
| Sport            | Discipline          | Discipline | Hommes                                                                         | Femmes | Total |
| ---------------- | ------------------- | ---------- | ------------------------------------------------------------------------------ | --- | ----- |
| Curling          | Curling             |            | 3 · Caccivio, Dryburgh *, Ernst *                                              | 3 · Hählen, Rudolf *, Soltermann * | 6     |
| Hockey sur glace | Hockey sur glace    |            | Aucun                                                                          | 18 Baker, Besson, Birnstiel, Bottoni, Camenzind, Croll, Estermann, Fausch, Gendre, Mériguet, Merkofer, Messikomer, Müller, A. Rohner, M. Rohner, Schrupkowski, Tschannen, Wälti | 18    |
| Patinage         | Patinage artistique |            | 2 Chervet, Pavlov                                                              | 1 Gradinaru | 3     |
| Patinage         | Patinage de vitesse |            | 1 Gross                                                                        | Aucune | 1     |
| Ski acrobatique  | Ski acrobatique     |            | 8 · Bornet , Buzzi, Gianella, · Looze, Maksyagin, Panchaud, · Rosset *, Ruchti | 3 · El Khazen, Lagger *, Thommen | 11    |
| Ski alpin        | Ski alpin           |            | 3 Clarke, Häusermann, Monney                                                   | 3 · Herzog, Wenger, Zehnder | 6     |
| Ski nordique     | Biathlon            |            | 4 Baseglia, Dumaz, Kunz, Niederhauser                                          | 4 Baumann, Kafka, Kiser Triponez | 8     |
| Ski nordique     | Combiné nordique    |            | 2 F. Kempf, N. Kempf                                                           | 1 Belz | 3     |
| Ski nordique     | Saut à ski          |            | 2 Künzle, Trunz                                                                | 1 Wasser | 3     |
| Ski nordique     | Ski de fond         |            | 2 · Gertsch *, Wanger *                                                        | 2 · Gruber *, Schöpfer * | 4     |
| Snowboard        | Snowboard           |            | 5 Aschilier, J. Hasler, R. Hasler, Kocherhans, Zürcher                         | 3 · Koller, Wick , Wiedmer | 8     |
| Total            | Total               | Total      | 32 hommes                                                                      | 39 femmes | 71    |

* médaille obtenue en équipe

## Médailles
| Sport                   | Discipline                                 | Athlète(s)                                                     | Performance   | Date             |
| ----------------------- | ------------------------------------------ | -------------------------------------------------------------- | ------------- | ---------------- |
| Médailles d'or : 1      |                                            |                                                                |               |                  |
| Snowboard               | Snowboard Cross féminin                    | Noémie Wiedmer                                                 | —             | 20 janvier 2024  |
| Médailles d’argent : 1  |                                            |                                                                |               |                  |
| Ski alpin               | Slalom géant féminin                       | Shaienne Zehnder                                               | 1 min 41 s 21 | 23 janvier 2024  |
| Médailles de bronze : 7 |                                            |                                                                |               |                  |
| Ski alpin               | Super G féminin                            | Shaienne Zehnder                                               | 53 s 75       | 21 janvier 2024  |
| Ski acrobatique         | Skicross féminin                           | Leena Thommen                                                  | —             | 23 janvier 2024  |
| Ski acrobatique         | Skicross par équipes mixte                 | Valentine Lagger Lorenzo Rosset                                | —             | 24 janvier 2024  |
| Curling                 | Tournoi par équipes mixte                  | Nathan Dryburgh Alissa Rudolf Livio Ernst Jana Soltermann      | —             | 25 janvier 2024  |
| Ski acrobatique         | Ski Halfpipe                               | Alan Bornet                                                    | 85.00         | 31 janvier 2024  |
| Snowboard               | Snowboard Halfpipe                         | Lura Wick                                                      | 78.00         | 1er février 2024 |
| Ski de fond             | Relais mixte 4 × 5 km (Classique et libre) | Leandra Schöpfer Nolan Gertsch Ilaria Gruber Maximilian Wanger | 53 min 13 s 3 | 1er février 2024 |

| Sport           | Médaille d'or, Jeux olympiques | Médaille d'argent, Jeux olympiques | Médaille de bronze, Jeux olympiques | Ensemble |
| --------------- | ------------------------------ | ---------------------------------- | ----------------------------------- | -------- |
| Curling         | 0                              | 0                                  | 1                                   | 1        |
| Ski acrobatique | 0                              | 0                                  | 3                                   | 3        |
| Ski alpin       | 0                              | 1                                  | 1                                   | 2        |
| Ski de fond     | 0                              | 0                                  | 1                                   | 1        |
| Snowboard       | 1                              | 0                                  | 1                                   | 2        |
| Total           | 1                              | 1                                  | 7                                   | 9        |

| Jour     | Date             | Médaille d'or, Jeux olympiques | Médaille d'argent, Jeux olympiques | Médaille de bronze, Jeux olympiques | Ensemble |
| -------- | ---------------- | ------------------------------ | ---------------------------------- | ----------------------------------- | -------- |
| 1er jour | 19 janvier 2024  | -                              | -                                  | -                                   | -        |
| 2e jour  | 20 janvier 2024  | 1                              | 0                                  | 0                                   | 1        |
| 3e jour  | 21 janvier 2024  | 0                              | 0                                  | 1                                   | 1        |
| 4e jour  | 22 janvier 2024  | 0                              | 0                                  | 0                                   | 0        |
| 5e jour  | 23 janvier 2024  | 0                              | 1                                  | 1                                   | 2        |
| 6e jour  | 24 janvier 2024  | 0                              | 0                                  | 1                                   | 1        |
| 7e jour  | 25 janvier 2024  | 0                              | 0                                  | 1                                   | 1        |
| 8e jour  | 26 janvier 2024  | 0                              | 0                                  | 0                                   | 0        |
| 9e jour  | 27 janvier 2024  | 0                              | 0                                  | 0                                   | 0        |
| 10e jour | 28 janvier 2024  | 0                              | 0                                  | 0                                   | 0        |
| 11e jour | 29 janvier 2024  | 0                              | 0                                  | 0                                   | 0        |
| 12e jour | 30 janvier 2024  | 0                              | 0                                  | 0                                   | 0        |
| 13e jour | 31 janvier 2024  | 0                              | 0                                  | 1                                   | 1        |
| 14e jour | 1er février 2024 | 0                              | 0                                  | 2                                   | 2        |
| Total    | Total            | 1                              | 1                                  | 7                                   | 9        |

## Résultats

### Biathlon
Le relais mixte suisse est disqualifié après s'être trompé de piste.

#### Hommes
| Athlète            | Individuel    | Individuel   | Individuel |               | Sprint   | Sprint | Sprint |
| Athlète            | Temps         | Pénalité     | Rang       | Temps         | Pénalité | Rang   |        |
| ------------------ | ------------- | ------------ | ---------- | ------------- | -------- | ------ | ------ |
| Pablo Baseglia     | 49 min 12 s 8 | 7 (1+2+4+0)  | 54e        | 24 min 13 s 6 | 2 (1+1)  | 39e    |        |
| Yanis Dumaz        | 53 min 12 s 0 | 12 (3+3+3+3) | 79e        | 25 min 3 s 8  | 4 (2+2)  | 58e    |        |
| Levin Kunz         | 46 min 47 s 0 | 6 (2+3+1+0)  | 28e        | 23 min 31 s 2 | 3 (1+2)  | 22e    |        |
| Björn Niederhauser | 48 min 45 s 4 | 6 (1+2+0+3)  | 50e        | 24 min 0 s 1  | 1 (0+1)  | 34e    |        |

#### Femmes
| Athlète          | Individuel    | Individuel  | Individuel |               | Sprint   | Sprint | Sprint |
| Athlète          | Temps         | Pénalité    | Rang       | Temps         | Pénalité | Rang   |        |
| ---------------- | ------------- | ----------- | ---------- | ------------- | -------- | ------ | ------ |
| Lena Baumann     | 44 min 16 s 4 | 7 (1+5+1+0) | 46e        | 21 min 16 s 0 | 3 (2+1)  | 8e     |        |
| Molly Kafka      | 42 min 42 s 5 | 6 (1+2+1+2) | 26e        | 21 min 9 s 7  | 1 (1+0)  | 7e     |        |
| Eliane Kiser     | 43 min 49 s 6 | 4 (1+1+1+1) | 43e        | 24 min 31 s 2 | 6 (3+3)  | 52e    |        |
| Maëline Triponez | 43 min 42 s 9 | 3 (0+1+1+1) | 38e        | 25 min 13 s 6 | 4 (3+1)  | 59e    |        |

#### Mixte
| Athlète                                                | Épreuve             | Temps                                                              | Pénalité                            | Rang         |
| ------------------------------------------------------ | ------------------- | ------------------------------------------------------------------ | ----------------------------------- | ------------ |
| Molly Kafka Lena Baumann Björn Niederhauser Levin Kunz | Relais mixte        | Disqualifiés                                                       | Disqualifiés                        | Disqualifiés |
| Molly Kafka Levin Kunz Molly Kafka Levin Kunz          | Relais mixte simple | 45 min 31 s 7 11 min 6 s 3 9 min 59 s 3 11 min 22 s 5 13 min 3 s 6 | 0+7 0+1 0+1 0+0 0+2 0+1 0+1 0+0 0+1 | 4es          |

### Combiné nordique

#### Hommes
| Athlète    | Épreuve          | Saut à ski | Saut à ski | Saut à ski | Ski de fond   | Ski de fond | Total        | Total |
| Athlète    | Épreuve          | Distance   | Points     | Rang       | Temps         | Rang        | Temps        | Rang  |
| ---------- | ---------------- | ---------- | ---------- | ---------- | ------------- | ----------- | ------------ | ----- |
| Finn Kempf | Tremplin normal, | 100,0 m    | 90,9       | 9e         | 13 min 39 s 7 | 17e         | 15 min 0 s 7 | 8e    |
| Noé Kempf  | Tremplin normal, | 88,0 m     | 89,9       | 24e        | 13 min 23 s 6 | 9e          | 17 min 3 s 6 | 20e   |

#### Femmes
| Athlète     | Épreuve          | Saut à ski | Saut à ski | Saut à ski | Ski de fond   | Ski de fond | Total         | Total |
| Athlète     | Épreuve          | Distance   | Points     | Rang       | Temps         | Rang        | Temps         | Rang  |
| ----------- | ---------------- | ---------- | ---------- | ---------- | ------------- | ----------- | ------------- | ----- |
| Giulia Belz | Tremplin normal, | 83,0 m     | 92,2       | 18e        | 10 min 21 s 6 | 5e          | 14 min 14 s 6 | 17e   |

### Curling

#### Tournoi mixte
L'équipe suisse débute par une victoire 11-2 contre l'Allemagne. Le deuxième jour, elle s'incline 6-4 face au Danemark avant de s'imposer 7-4 face à la Corée du Sud. Le troisième jour, la Suisse s'incline 6-5 face au Canada. Le quatrième jour, la Suisse bat le Brésil 13-2 puis s'incline face à la Grande-Bretagne 8-3. Le cinquième jour, la Suisse s'impose après un end supplémentaire face à l'Italie 8-7. La Suisse termine troisième du groupe B aux confrontations directes et se qualifie pour la phase à élimination directe. La Suisse bat les États-Unis 4-3 dans le match de qualification avant de s'incliner face à la Grande-Bretagne 8-6 en demi-finale et de finalement remporter le match pour la médaille de bronze 10-8 après un end supplémentaire face à la Chine et de terminer troisième du tournoi.
| Position   | Nom             |
| ---------- | --------------- |
| Skip       | Nathan Dryburgh |
| Third      | Alissa Rudolf   |
| Second     | Livio Ernst     |
| Lead       | Jana Soltermann |
| Entraîneur | Meico Öhninger  |

##### Premier tour
| Légende                                  |
| Équipes qualifiées pour les demi-finales |
| Équipes éliminées                        |

| Rang | Pays            | V | D | PP | PC | Manches gagnées | Manches perdues | Manches blanches | Vols pour | DSC       |
| ---- | --------------- | - | - | -- | -- | --------------- | --------------- | ---------------- | --------- | --------- |
| 1    | Grande-Bretagne | 6 | 1 | 44 | 30 | 26              | 21              | 4                | 7         | 51,75 cm  |
| 2    | Danemark        | 5 | 2 | 48 | 28 | 27              | 20              | 2                | 9         | 34,70 cm  |
| 3    | Suisse          | 4 | 3 | 52 | 35 | 25              | 23              | 5                | 7         | 39,96 cm  |
| 4    | Italie          | 4 | 3 | 46 | 38 | 29              | 23              | 3                | 7         | 50,58 cm  |
| 5    | Corée du Sud    | 4 | 3 | 48 | 33 | 24              | 22              | 3                | 8         | 109,88 cm |
| 6    | Canada          | 3 | 4 | 40 | 34 | 24              | 20              | 3                | 11        | 35,43 cm  |
| 7    | Brésil          | 1 | 6 | 17 | 81 | 13              | 31              | 0                | 2         | 103,39 cm |
| 8    | Allemagne       | 1 | 6 | 30 | 46 | 19              | 27              | 2                | 5         | 68,51 cm  |

##### Match de qualification
| Équipes    | 1 | 2 | 3 | 4 | 5 | 6 | 7 | 8 | Total |
| ---------- | - | - | - | - | - | - | - | - | ----- |
| États-Unis | 0 | 2 | 0 | 0 | 0 | 1 | 0 | 0 | 3     |
| Suisse     | 0 | 0 | 1 | 1 | 0 | 0 | 2 | 0 | 4     |

##### Demi-finale
| Équipes         | 1 | 2 | 3 | 4 | 5 | 6 | 7 | 8 | Total |
| --------------- | - | - | - | - | - | - | - | - | ----- |
| Grande-Bretagne | 0 | 1 | 0 | 1 | 0 | 3 | 0 | 1 | 6     |
| Suisse          | 3 | 0 | 2 | 0 | 1 | 0 | 2 | 0 | 8     |

##### Finale pour la médaille de bronze
| Équipes | 1 | 2 | 3 | 4 | 5 | 6 | 7 | 8 | 9 | Total |
| ------- | - | - | - | - | - | - | - | - | - | ----- |
| Chine   | 0 | 2 | 0 | 0 | 4 | 0 | 2 | 0 | 2 | 10    |
| Suisse  | 1 | 0 | 0 | 3 | 0 | 1 | 0 | 3 | 0 | 8     |

#### Tournoi double mixte
La Suisse commence son tournoi par une victoire 7-2 face à l'Italie. Le lendemain, l'équipe s'incline 9-6 face à l'Allemagne. Le troisième jour, la Suisse s'impose face au Danemark. Le jour suivant, la Suisse s'impose 9-1 face au Kazakhstan. Finalement, le dernier jour, la Suisse s'impose 9-3 face à l'Autriche. La Suisse termine troisième du groupe au tir de précision et ne se qualifie pas pour la phase à élimination directe.
| Position   | Nom                |
| ---------- | ------------------ |
| Homme      | Nevio Caccivio     |
| Femme      | Jana-Tamara Hählen |
| Entraîneur | Laurence Bidaud    |

##### Premier tour
| Légende                                  |
| Équipes qualifiées pour les demi-finales |
| Équipes éliminées                        |

| Rang | Pays       | V | D | PP | PC | Manches gagnées | Manches perdues | Manches blanches | Vols pour | DSC       |
| ---- | ---------- | - | - | -- | -- | --------------- | --------------- | ---------------- | --------- | --------- |
| 1    | Danemark   | 4 | 1 | 51 | 20 | 20              | 13              | 0                | 8         | 30,64 cm  |
| 2    | Allemagne  | 4 | 1 | 38 | 26 | 19              | 17              | 0                | 10        | 31,04 cm  |
| 3    | Suisse     | 4 | 1 | 37 | 18 | 25              | 11              | 0                | 15        | 79,90 cm  |
| 4    | Autriche   | 2 | 3 | 18 | 34 | 13              | 16              | 0                | 2         | 40,68 cm  |
| 5    | Kazakhstan | 1 | 4 | 18 | 34 | 8               | 17              | 0                | 2         | 44,33 cm  |
| 6    | Italie     | 0 | 5 | 14 | 44 | 11              | 22              | 0                | 1         | 107,78 cm |

### Hockey sur glace

#### Tournoi féminin
La Suisse remporte ses deux matchs de la phase de groupes 2-0 face à la France puis 2-1 face à l'Allemagne avant de s'incliner en demi-finale 2-1 face au Japon puis 3-1 face à l'Allemagne en finale pour la médaille de bronze et de terminer au pied du podium.

##### Effectif
| No    | Nom                 | Position  | Club                    |
| ----- | ------------------- | --------- | ----------------------- |
| +001, | Norina Schrupkowski | G         | GCK Lions               |
| +030, | Anne-Eugénie Gendre | Gardien   | Fribourg-Gottéron       |
| +031, | Valentina Camenzind | Gardien   | HC Innerschwyz Future   |
| +005, | Miriana Bottoni     | D         | HC Poschiavo            |
| +006, | Mila Croll          | Défenseur | CP Berne                |
| +007, | Anaïs Rohner        | Défenseur | SC Langenthal           |
| +010, | Sarina Messikommer  | Défenseur | Eishockey Club Wetzikon |
| +018, | Laure Mériguet      | Défenseur | Genève Futur Hockey     |
| +021, | Shayna Merkofer     | Défenseur | Argovia Stars           |
| +003, | Livia Tschannen     | A         | EHC SenSee Future       |
| +008, | Jil Baker           | Attaquant | EHC Winterthour         |
| +009, | Maëlle Rohner       | Attaquant | SC Langenthal           |
| +011, | Alicia Fausch       | Attaquant | Ontario Hockey Academy  |
| +012, | Hannah Estermann    | Attaquant | GCK Lions               |
| +014, | Luana Birnstiel     | Attaquant | EHC Sursee              |
| +015, | Marlen Wälti        | Attaquant | EHC Winterthour         |
| +016, | Norina Müller       | Attaquant | EHC SenSee Future       |
| +017, | Lorie-Lou Besson    | Attaquant | EHC Frauenfeld          |

Entraîneur : Céline Abgottspon

##### Tour préliminaire
| Clt   | Équipe    | PJ | V | VP | D | DP | BP | BC | Diff | Pts |
| ----- | --------- | -- | - | -- | - | -- | -- | -- | ---- | --- |
| +001, | Suisse    | 2  | 2 | 0  | 0 | 0  | 4  | 1  | 3    | 6   |
| +002, | Allemagne | 2  | 1 | 0  | 0 | 1  | 5  | 2  | 3    | 3   |
| +003, | France    | 2  | 0 | 0  | 0 | 2  | 0  | 6  | -6   | 3   |

- Quarts de finale

| 27 janvier 2024 | France | 0-2 (0-1, 0-0, 0-1) | Suisse | Gangneung Hockey Center 1 742 spectateurs |

| Feuille de match           | Feuille de match | Feuille de match    | Feuille de match                                  | Feuille de match                                                                            |
| -------------------------- | ---------------- | ------------------- | ------------------------------------------------- | ------------------------------------------------------------------------------------------- |
|                            | -                | 0-1 0-2             | Tschannen — 13 min 20 s (IN) Müller — 36 min 43 s | Arbitrage : Maria Chavez Béatrice Fortin Juges de lignes : Domenica Maurer Laura Schmidlein |
| Louna Ivaldy (44 min 11 s) | Gardiens         | Valentina Camenzind |                                                   | Arbitrage : Maria Chavez Béatrice Fortin Juges de lignes : Domenica Maurer Laura Schmidlein |
| 3 min                      | Pénalités        | 3 min               |                                                   | Arbitrage : Maria Chavez Béatrice Fortin Juges de lignes : Domenica Maurer Laura Schmidlein |
| 13                         | Tirs             | 29                  |                                                   | Arbitrage : Maria Chavez Béatrice Fortin Juges de lignes : Domenica Maurer Laura Schmidlein |

| 29 janvier 2024 | Suisse | 2-1 (0-0, 1-0, 1-1) | Allemagne | Gangneung Hockey Center 2 219 spectateurs |

| Feuille de match    | Feuille de match                                                     | Feuille de match        | Feuille de match        | Feuille de match                                                                      |
| ------------------- | -------------------------------------------------------------------- | ----------------------- | ----------------------- | ------------------------------------------------------------------------------------- |
|                     | Tschannen (Birnstiel) — 23 min 49 s A. Rohner (Wälti) — 36 min 6 s - | 1-0 2-0 2-1             | - Wintgen — 41 min 38 s | Arbitrage : Siwen Ding Mei Wah Wan Juges de lignes : Anhelina Maifeld Domenica Maurer |
| Norina Schrupkowski | Gardiens                                                             | Tara Bach (44 min 46 s) |                         | Arbitrage : Siwen Ding Mei Wah Wan Juges de lignes : Anhelina Maifeld Domenica Maurer |
| 4.5 min             | Pénalités                                                            | 4.5 min                 |                         | Arbitrage : Siwen Ding Mei Wah Wan Juges de lignes : Anhelina Maifeld Domenica Maurer |
| 19                  | Tirs                                                                 | 19                      |                         | Arbitrage : Siwen Ding Mei Wah Wan Juges de lignes : Anhelina Maifeld Domenica Maurer |

##### Phase finale

###### Demi-finale
| 30 janvier 2024 | Suisse | 1-2 (1-1, 0-1, 0-0) | Japon | Gangneung Hockey Center 1 083 spectateurs |

| Feuille de match                  | Feuille de match      | Feuille de match | Feuille de match                                                          | Feuille de match                                                                            |
| --------------------------------- | --------------------- | ---------------- | ------------------------------------------------------------------------- | ------------------------------------------------------------------------------------------- |
|                                   | Müller — 10 min 6 s - | 1-0 1-1 1-2      | - Fukuzawa (Ruike) — 10 min 38 s Numabe (Odaira, Tada) — 24 min 26 s (SN) | Arbitrage : Maria Chavez Béatrice Fortin Juges de lignes : Anhelina Maifeld Domenica Maurer |
| Valentina Camenzind (44 min 11 s) | Gardiens              | Suzuno Fukuda    |                                                                           | Arbitrage : Maria Chavez Béatrice Fortin Juges de lignes : Anhelina Maifeld Domenica Maurer |
| 7.5 min                           | Pénalités             | 1.5 min          |                                                                           | Arbitrage : Maria Chavez Béatrice Fortin Juges de lignes : Anhelina Maifeld Domenica Maurer |
| 12                                | Tirs                  | 20               |                                                                           | Arbitrage : Maria Chavez Béatrice Fortin Juges de lignes : Anhelina Maifeld Domenica Maurer |

###### Match pour la troisième place
| 31 janvier 2024 | Suisse | 1-3 (0-2, 1-0, 0-1) | Allemagne | Gangneung Hockey Center 1 911 spectateurs |

| Feuille de match                                                    | Feuille de match                       | Feuille de match | Feuille de match                                                                                         | Feuille de match                                                                    |
| ------------------------------------------------------------------- | -------------------------------------- | ---------------- | --- | ----------------------------------------------------------------------------------- |
|                                                                     | - Tschannen (Mériguet) — 21 min 56 s - | 0-1 0-2 1-2 1-3  | Birka (Seyrer) — 3 min 32 s Zielinski (Seyrer, Birka) — 4 min 20 s (SN) - Weichenhain — 44 min 32 s (CV) | Arbitrage : Maria Chavez Mei Wah Wan Juges de lignes : Lara Fischer Domenica Maurer |
| Norina Schruopkowski (39 min 50 s) Valentina Camenzind (4 min 20 s) | Gardiens                               | Tara Bach        | | Arbitrage : Maria Chavez Mei Wah Wan Juges de lignes : Lara Fischer Domenica Maurer |
| 6 min                                                               | Pénalités                              | 3 min            | | Arbitrage : Maria Chavez Mei Wah Wan Juges de lignes : Lara Fischer Domenica Maurer |
| 24                                                                  | Tirs                                   | 26               | | Arbitrage : Maria Chavez Mei Wah Wan Juges de lignes : Lara Fischer Domenica Maurer |

### Patinage artistique

#### Hommes
| Athlète          | Épreuve | Programme court | Programme court | Programme libre | Programme libre | Total  | Total |
| Athlète          | Épreuve | Points          | Rang            | Points          | Rang            | Points | Rang  |
| ---------------- | ------- | --------------- | --------------- | --------------- | --------------- | ------ | ----- |
| Aurélian Chervet | Hommes, | 56,55           | 12e             | 109,00          | 13e             | 165,55 | 13e   |
| Georgii Pavlov   | Hommes, | 61,97           | 7e              | 116,85          | 9e              | 178,82 | 9e    |

#### Femmes
| Athlète          | Épreuve | Programme court | Programme court | Programme libre | Programme libre | Total  | Total |
| Athlète          | Épreuve | Points          | Rang            | Points          | Rang            | Points | Rang  |
| ---------------- | ------- | --------------- | --------------- | --------------- | --------------- | ------ | ----- |
| Anthea Gradinaru | Femmes, | 55,78           | 10e             | 107,19          | 9e              | 162,97 | 9e    |

### Patinage de vitesse
| Athlète     | Épreuves     | Demi-finale            | Demi-finale | Finale       | Finale  | Rang final |
| Athlète     | Épreuves     | Temps                  | Rang        | Temps        | Rang    | Rang final |
| ----------- | ------------ | ---------------------- | ----------- | ------------ | ------- | ---------- |
| Nevio Gross | 500 mètres   | NC                     | NC          | 42 s 03      | 29e     | 29e        |
| Nevio Gross | 1 500 mètres | NC                     | NC          | 2 min 2 s 40 | 22e     | 22e        |
| Nevio Gross | Mass start,  | 5 min 33 s 59 0 points | 9e          | Éliminé      | Éliminé | 19e        |

### Saut à ski

#### Hommes
| Athlète     | Épreuve         | Première manche | Première manche | Première manche | Manche finale | Manche finale | Manche finale | Total  | Total |
| Athlète     | Épreuve         | Distance        | Points          | Rang            | Distance      | Points        | Rang          | Points | Rang  |
| ----------- | --------------- | --------------- | --------------- | --------------- | ------------- | ------------- | ------------- | ------ | ----- |
| Lars Künzle | Tremplin normal | 67,5 m          | 38,2            | 36e             | 68,5 m        | 32,9          | 37e           | 71,1   | 37e   |
| Felix Trunz | Tremplin normal | 103,5 m         | 110,1           | 4e              | 101,0 m       | 98,9          | 8e            | 209,0  | 4e    |

#### Femmes
| Athlète       | Épreuve         | Première manche | Première manche | Première manche | Manche finale | Manche finale | Manche finale | Total  | Total |
| Athlète       | Épreuve         | Distance        | Points          | Rang            | Distance      | Points        | Rang          | Points | Rang  |
| ------------- | --------------- | --------------- | --------------- | --------------- | ------------- | ------------- | ------------- | ------ | ----- |
| Celina Wasser | Tremplin normal | 69,5 m          | 34,8            | 23e             | 65,0 m        | 28,8          | 27e           | 63,6   | 26e   |

### Ski acrobatique
La Vaudoise Nour El Khazen est victime d'une commotion cérébrale lors de l'entraînement du slopestyle et est contrainte de déclarer forfait.
Le 23 janvier, Leena Thommen remporte la médaille de bronze du skicross devant Valentine Lagger. Le lendemain, Valentine Lagger et Lorenzo Rosset remportent la médaille de bronze du skicross par équipes,.
Alan Bornet remporte la médaille de bronze en halfpipe,.

#### Hommes
| Athlète          | Qualification | Qualification | Qualification | Qualification | Finale       | Finale       | Finale       | Finale                      | Finale       |
| Athlète          | Manche 1      | Manche 2      | Meilleure     | Rang          | Manche 1     | Manche 2     | Manche 3     | Addition des deux meilleurs | Rang         |
| ---------------- | ------------- | ------------- | ------------- | ------------- | ------------ | ------------ | ------------ | --------------------------- | ------------ |
| Viktor Maksyagin | 31,75         | 62,00         | 62,00         | 16e           | Non qualifié | Non qualifié | Non qualifié | Non qualifié                | Non qualifié |
| Aloïs Panchaud   | 76,25         | 30.75         | 76,25         | 10e Q         | 66,00        | 15,00        | 31,50        | 97,50                       | 9e           |
| Lars Ruchti      | 75,50         | 73,00         | 75,50         | 12e           | Non qualifié | Non qualifié | Non qualifié | Non qualifié                | Non qualifié |

| Athlète        | Qualification | Qualification | Qualification | Qualification | Finale       | Finale       | Finale       | Finale       | Finale                              |
| Athlète        | Manche 1      | Manche 2      | Meilleure     | Rang          | Manche 1     | Manche 2     | Manche 3     | Meilleure    | Rang                                |
| -------------- | ------------- | ------------- | ------------- | ------------- | ------------ | ------------ | ------------ | ------------ | ----------------------------------- |
| Alan Bornet    | 61,00         | 67,00         | 67,00         | 5e Q          | 76,75        | 85,00        | 61,25        | 85,00        | Médaille de bronze, Jeux olympiques |
| Aloïs Panchaud | 45,00         | 50,25         | 50,25         | 12e           | Non qualifié | Non qualifié | Non qualifié | Non qualifié | Non qualifié                        |

| Athlète        | Qualification | Qualification | Qualification | Qualification | Qualification | Qualification | Qualification | Qualification | Qualification | Qualification | Qualification | Qualification | Demi-finale | Finale  | Rang final |
| Athlète        | Course 1      | Course 1      | Course 2      | Course 2      | Course 3      | Course 3      | Course 4      | Course 4      | Course 5      | Course 5      | Total         | Total         | Rang        | Rang    | Rang final |
| Athlète        | Rang          | Points        | Rang          | Points        | Rang          | Points        | Rang          | Points        | Rang          | Points        | Rang          | Points        | Rang        | Rang    | Rang final |
| -------------- | ------------- | ------------- | ------------- | ------------- | ------------- | ------------- | ------------- | ------------- | ------------- | ------------- | ------------- | ------------- | ----------- | ------- | ---------- |
| Lucas Looze    | Abandon       | 3             | 2e            | 3             | 2e            | 3             | 3e            | 2             | 1er           | 4             | 15            | 6e            | Éliminé     | Éliminé | 12e        |
| Lorenzo Rosset | 2e            | 3             | 3e            | 2             | 4e            | 1             | 2e            | 3             | 2e            | 3             | 12            | 9e            | Éliminé     | Éliminé | 18e        |

| Athlète          | Qualification | Qualification | Qualification | Qualification | Finale   | Finale   | Finale   | Finale    | Finale |
| Athlète          | Manche 1      | Manche 2      | Meilleure     | Rang          | Manche 1 | Manche 2 | Manche 3 | Meilleure | Rang   |
| ---------------- | ------------- | ------------- | ------------- | ------------- | -------- | -------- | -------- | --------- | ------ |
| Viktor Maksyagin | 47,50         | 89,25         | 89,25         | 2e Q          | 76,25    | 50,00    | 28,25    | 76,25     | 4e     |
| Aloïs Panchaud   | 74,50         | 71,75         | 74,50         | 8e Q          | 61,75    | 33,75    | 32,00    | 61,75     | 9e     |
| Lars Ruchti      | 27,75         | 87,75         | 87,75         | 3e Q          | 63,00    | 42,00    | 55,00    | 63,00     | 7e     |

#### Femmes
| Athlète          | Qualification | Qualification | Qualification | Qualification | Qualification | Qualification | Qualification | Qualification | Qualification | Qualification | Qualification | Qualification | Demi-finale | Finale  | Rang final                          |
| Athlète          | Course 1      | Course 1      | Course 2      | Course 2      | Course 3      | Course 3      | Course 4      | Course 4      | Course 5      | Course 5      | Total         | Total         | Rang        | Rang    | Rang final                          |
| Athlète          | Rang          | Points        | Rang          | Points        | Rang          | Points        | Rang          | Points        | Rang          | Points        | Rang          | Points        | Rang        | Rang    | Rang final                          |
| ---------------- | ------------- | ------------- | ------------- | ------------- | ------------- | ------------- | ------------- | ------------- | ------------- | ------------- | ------------- | ------------- | ----------- | ------- | ----------------------------------- |
| Valentine Lagger | 1re           | 4             | 2e            | 3             | 1re           | 4             | 1re           | 4             | 2e            | 3             | 18            | 3e            | D1 : 2e FA  | FA : 4e | 4e                                  |
| Leena Thommen    | 1re           | 4             | 1re           | 4             | 1re           | 4             | 2e            | 3             | 1re           | 4             | 19            | 2e Q          | D2 : 2e FA  | FA : 3e | Médaille de bronze, Jeux olympiques |

Légende : Q - Qualifiée pour la phase suivante ; FA – Qualifiée pour la finale A ; FB – Qualifiée pour la finale B (places 5 à 8)

#### Mixte
| Athlètes                        | Série       | Quart de finale | Demi-finale | Finale    | Rang final                          |
| Athlètes                        | Rang        | Rang            | Rang        | Rang      | Rang final                          |
| ------------------------------- | ----------- | --------------- | ----------- | --------- | ----------------------------------- |
| Lucas Looze Leena Thommen       | S3 : 1ers Q | Q1 : 2es Q      | D1 : 3es FB | FB : 1ers | 5es                                 |
| Lorenzo Rosset Valentine Lagger | S1 : 2es Q  | Q3 : 1ers Q     | D2 : 2es FA | FA : 3es  | Médaille de bronze, Jeux olympiques |

Légende : Q - Qualifiés pour la phase suivante ; FA – Qualifiés pour la finale A ; FB – Qualifiés pour la finale B (places 5 à 8)

### Ski alpin
Shaienne Zehnder remporte la médaille de bronze du super G et la médaille d'argent du slalom géant.

#### Hommes
| Athlète          | Épreuve       | Manche 1 | Manche 1 | Manche 2    | Manche 2    | Total         | Total       |
| Athlète          | Épreuve       | Temps    | Rang     | Temps       | Rang        | Temps         | Rang        |
| ---------------- | ------------- | -------- | -------- | ----------- | ----------- | ------------- | ----------- |
| Robert Clarke    | Super G       | NC       | NC       | NC          | NC          | 55 s 12       | 8e          |
| Robert Clarke    | Combiné       | 54 s 71  | 6e       | 57 s 35     | 23e         | 1 min 52 s 06 | 16e         |
| Robert Clarke    | Slalom géant  | 50 s 95  | 19e      | 46 s 50     | 13e         | 1 min 37 s 45 | 13e         |
| Robert Clarke    | Slalom,       | 49 s 18  | 24e      | Disqualifié | Disqualifié | Disqualifié   | Disqualifié |
| Yanis Häusermann | Super G       | NC       | NC       | NC          | NC          | 55 s 86       | 20e         |
| Yanis Häusermann | Combiné       | 55 s 51  | 14e      | 57 s 23     | 22e         | 1 min 52 s 74 | 20e         |
| Yanis Häusermann | Slalom géant, | 51 s 71  | 26e      | Abandon     | Abandon     | Abandon       | Abandon     |
| Yanis Häusermann | Slalom        | 48 s 74  | 21e      | 54 s 26     | 16e         | 1 min 42 s 99 | 14e         |
| Romain Monney    | Super G       | NC       | NC       | NC          | NC          | 55 s 71       | 19e         |
| Romain Monney    | Combiné       | 57 s 26  | 34e      | 58 s 11     | 24e         | 1 min 55 s 37 | 24e         |
| Romain Monney    | Slalom géant  | 50 s 57  | 13e      | 46 s 99     | 18e         | 1 min 37 s 56 | 14e         |
| Romain Monney    | Slalom        | 50 s 15  | 31e      | 54 s 22     | 15e         | 1 min 44 s 37 | 17e         |

#### Femmes
| Athlète          | Épreuve      | Manche 1 | Manche 1 | Manche 2 | Manche 2 | Total         | Total                               |
| Athlète          | Épreuve      | Temps    | Rang     | Temps    | Rang     | Temps         | Rang                                |
| ---------------- | ------------ | -------- | -------- | -------- | -------- | ------------- | ----------------------------------- |
| Justine Herzog   | Super G      | NC       | NC       | NC       | NC       | 53 s 96       | 4e                                  |
| Justine Herzog   | Combiné      | 56 s 38  | 3e       | 54 s 52  | 19e      | 1 min 50 s 90 | 14e                                 |
| Justine Herzog   | Slalom géant | 49 s 14  | 6e       | 53 s 29  | 6e       | 1 min 42 s 43 | 4e                                  |
| Justine Herzog   | Slalom       | 51 s 77  | 14e      | 48 s 29  | 3e       | 1 min 40 s 06 | 7e                                  |
| Fabienne Wenger  | Super G      | NC       | NC       | NC       | NC       | 54 s 01       | 5e                                  |
| Fabienne Wenger  | Combiné      | 55 s 80  | 1re      | 53 s 89  | 18e      | 1 min 49 s 69 | 5e                                  |
| Fabienne Wenger  | Slalom géant | 49 s 27  | 7e       | 54 s 39  | 15e      | 1 min 43 s 66 | 9e                                  |
| Fabienne Wenger  | Slalom       | 50 s 89  | 9e       | 49 s 05  | 6e       | 1 min 39 s 94 | 5e                                  |
| Shaienne Zehnder | Super G      | NC       | NC       | NC       | NC       | 53 s 75       | Médaille de bronze, Jeux olympiques |
| Shaienne Zehnder | Combiné      | 56 s 79  | 6e       | 53 s 14  | 13e      | 1 min 49 s 93 | 6e                                  |
| Shaienne Zehnder | Slalom géant | 48 s 56  | 2e       | 52 s 65  | 1re      | 1 min 41 s 21 | Médaille d'argent, Jeux olympiques  |
| Shaienne Zehnder | Slalom       | 51 s 08  | 11e      | 49 s 17  | 11e      | 1 min 40 s 25 | 8e                                  |

#### Mixte
| Athlètes                        | Huitième de finale | Quart de finale | Demi-finale | Finale   | Rang |
| ------------------------------- | ------------------ | --------------- | ----------- | -------- | ---- |
| Shaienne Zehnder Rommain Monney | Corée du Sud V 3-1 | Finlande D 2-2* | Éliminés    | Éliminés | 7e   |

Légende : V - Victoire ; D - Défaite
* l'écart prend en compte l’addition des temps de la femme et de l'homme les plus rapides

### Ski de fond
Nolan Gertsch se qualifie pour la finale du sprint mais termine cinquième et ne remporte pas de médaille. Lors de l'épreuve de distance, Nolan Gertsch et Leandra Schöpfer terminent tous les deux dans les dix meilleurs de leur course. Le dernier jour, le relais mixte suisse remporte la médaille de bronze.

#### Hommes
| Athlète           | Épreuve          | Temps         | Retard | Rang |
| ----------------- | ---------------- | ------------- | ------ | ---- |
| Nolan Gertsch     | 7,5 km classique | 20 min 15 s 8 | 28 s 6 | 7e   |
| Maximilian Wanger | 7,5 km classique | 20 min 35 s 0 | 47 s 8 | 13e  |

| Athlète           | Épreuve      | Qualification | Qualification | Quart de finale | Quart de finale | Demi-finale   | Demi-finale | Finale        | Finale       | Rang final |
| Athlète           | Épreuve      | Temps         | Rang          | Temps           | Rang            | Temps         | Rang        | Temps         | Rang         | Rang final |
| ----------------- | ------------ | ------------- | ------------- | --------------- | --------------- | ------------- | ----------- | ------------- | ------------ | ---------- |
| Nolan Gertsch     | Sprint libre | 3 min 9 s 85  | 20e Q         | 3 min 4 s 88    | Q1 : 3e Q       | 3 min 10 s 60 | D1 : 1er Q  | 3 min 19 s 14 | 5e           | 5e         |
| Maximilian Wanger | Sprint libre | 3 min 8 s 57  | 11e Q         | 3 min 4 s 69    | Q1 : 2e Q       | 3 min 10 s 72 | D1 : 4e     | Non-qualifié  | Non-qualifié | 8e         |

#### Femmes
| Athlète          | Épreuve          | Temps         | Retard      | Rang |
| ---------------- | ---------------- | ------------- | ----------- | ---- |
| Ilaria Gruber    | 7,5 km classique | 24 min 28 s 2 | 2 min 8 s 6 | 29e  |
| Leandra Schöpfer | 7,5 km classique | 22 min 59 s 4 | 39 s 8      | 9e   |

| Athlète          | Épreuve      | Qualification | Qualification | Quart de finale | Quart de finale | Demi-finale  | Demi-finale | Finale   | Finale   | Rang final |
| Athlète          | Épreuve      | Temps         | Rang          | Temps           | Rang            | Temps        | Rang        | Temps    | Rang     | Rang final |
| ---------------- | ------------ | ------------- | ------------- | --------------- | --------------- | ------------ | ----------- | -------- | -------- | ---------- |
| Ilaria Gruber    | Sprint libre | 3 min 28 s 55 | 2e Q          | 3 min 36 s 63   | Q4 : 1re Q      | 4 min 8 s 09 | D1 : 6e     | Éliminée | Éliminée | 11e        |
| Leandra Schöpfer | Sprint libre | 3 min 44 s 77 | 24e Q         | 3 min 41 s 13   | Q2 : 4e         | Éliminée     | Éliminée    | Éliminée | Éliminée | 20e        |

#### Mixte
| Athlète                                                        | Épreuve                  | Temps                                                                 | Retard | Rang                                |
| -------------------------------------------------------------- | ------------------------ | --------------------------------------------------------------------- | ------ | ----------------------------------- |
| Leandra Schöpfer Nolan Gertsch Ilaria Gruber Maximilian Wanger | 4 × 5 km classique/libre | 53 min 13 s 3 15 min 17 s 4 12 min 54 s 0 13 min 23 s 1 11 min 38 s 8 | 6 s 0  | Médaille de bronze, Jeux olympiques |

### Snowboard

#### Hommes
| Athlète        | Qualification | Qualification | Qualification | Qualification | Finale       | Finale       | Finale       | Finale                       | Finale       | Finale |
| Athlète        | Manche 1      | Manche 2      | Meilleure     | Rang          | Manche 1     | Manche 2     | Manche 3     | Addition des deux meilleures | Rang         |        |
| -------------- | ------------- | ------------- | ------------- | ------------- | ------------ | ------------ | ------------ | ---------------------------- | ------------ | ------ |
| Reef Hasler    | 47,75         | 14,25         | 47,75         | 16e           | Non qualifié | Non qualifié | Non qualifié | Non qualifié                 | Non qualifié |        |
| Mischa Zürcher | 35,75         | 52,75         | 52,75         | 14e           | Non qualifié | Non qualifié | Non qualifié | Non qualifié                 | Non qualifié |        |

| Athlète        | Qualification | Qualification | Qualification | Qualification | Finale       | Finale       | Finale       | Finale       | Finale       |
| Athlète        | Manche 1      | Manche 2      | Meilleure     | Rang          | Manche 1     | Manche 2     | Manche 3     | Meilleure    | Rang         |
| -------------- | ------------- | ------------- | ------------- | ------------- | ------------ | ------------ | ------------ | ------------ | ------------ |
| Jonas Hasler   | 73,75         | 77,75         | 77,75         | 4e Q          | 78,00        | 70,50        | 16,00        | 78,00        | 6e           |
| Reef Hasler    | 50,75         | 23,50         | 50,75         | 12e           | Non-qualifié | Non-qualifié | Non-qualifié | Non-qualifié | Non-qualifié |
| Mischa Zürcher | 63,50         | 67,50         | 67,50         | 8e Q          | 59,75        | 70,25        | 42,00        | 70,25        | 7e           |

Légende : Q – Qualifié pour la finale
| Athlète        | Qualification | Qualification | Qualification | Qualification | Finale       | Finale       | Finale       | Finale       | Finale       |
| Athlète        | Manche 1      | Manche 2      | Meilleure     | Rang          | Manche 1     | Manche 2     | Manche 3     | Meilleure    | Rang         |
| -------------- | ------------- | ------------- | ------------- | ------------- | ------------ | ------------ | ------------ | ------------ | ------------ |
| Reef Hasler    | 44,50         | 55,50         | 55,50         | 8e Q          | 12,75        | 49,00        | 10,25        | 49,00        | 8e           |
| Mischa Zürcher | 39,75         | 29,50         | 39,75         | 12e           | Non qualifié | Non qualifié | Non qualifié | Non qualifié | Non qualifié |

Légende : Q – Qualifié pour la finale
| Athlète         | Qualification | Qualification | Qualification | Qualification | Qualification | Qualification | Qualification | Qualification | Qualification | Qualification | Qualification | Qualification | Demi-finale | Finale  | Rang final |
| Athlète         | Course 1      | Course 1      | Course 2      | Course 2      | Course 3      | Course 3      | Course 4      | Course 4      | Course 5      | Course 5      | Total         | Total         | Rang        | Rang    | Rang final |
| Athlète         | Rang          | Points        | Rang          | Points        | Rang          | Points        | Rang          | Points        | Rang          | Points        | Rang          | Points        | Rang        | Rang    | Rang final |
| --------------- | ------------- | ------------- | ------------- | ------------- | ------------- | ------------- | ------------- | ------------- | ------------- | ------------- | ------------- | ------------- | ----------- | ------- | ---------- |
| Jonas Aschilier | 3e            | 2             | 3e            | 2             | 2e            | 3             | 3e            | 2             | 2e            | 3             | 12            | 11e           | Éliminé     | Éliminé | 21e        |
| Noah Kocherhans | 4e            | 1             | 1er           | 4             | 2e            | 3             | 3e            | 2             | 2e            | 3             | 13            | 8e            | Éliminé     | Éliminé | 16e        |

Légende : Q - Qualifiée pour la phase suivante ; FA – Qualifiée pour la finale A ; FB – Qualifiée pour la finale B (places 5 à 8)

#### Femmes
Noémie Wiedmer, favorite du snowboard cross, remporte la médaille d'or. Le dernier jour, Lura Wick remporte la médaille de bronze du half-pipe.
| Athlète   | Qualification | Qualification | Qualification | Qualification | Finale   | Finale   | Finale   | Finale    | Finale                              |
| Athlète   | Manche 1      | Manche 2      | Meilleure     | Rang          | Manche 1 | Manche 2 | Manche 3 | Meilleure | Rang                                |
| --------- | ------------- | ------------- | ------------- | ------------- | -------- | -------- | -------- | --------- | ----------------------------------- |
| Lura Wick | 66,25         | 71,50         | 71,50         | 5e Q          | 78,00    | 35,00    | 74,75    | 78,00     | Médaille de bronze, Jeux olympiques |

Légende : Q – Qualifiée pour la finale
| Athlète        | Qualification | Qualification | Qualification | Qualification | Qualification | Qualification | Qualification | Qualification | Qualification | Qualification | Qualification | Qualification | Demi-finale | Finale   | Rang final                     |
| Athlète        | Course 1      | Course 1      | Course 2      | Course 2      | Course 3      | Course 3      | Course 4      | Course 4      | Course 5      | Course 5      | Total         | Total         | Rang        | Rang     | Rang final                     |
| Athlète        | Rang          | Points        | Rang          | Points        | Rang          | Points        | Rang          | Points        | Rang          | Points        | Rang          | Points        | Rang        | Rang     | Rang final                     |
| -------------- | ------------- | ------------- | ------------- | ------------- | ------------- | ------------- | ------------- | ------------- | ------------- | ------------- | ------------- | ------------- | ----------- | -------- | ------------------------------ |
| Nuria Gubser   | 4e            | 1             | 1re           | 4             | 3e            | 2             | 2e            | 3             | 2e            | 3             | 13            | 9e            | Éliminée    | Éliminée | 17e                            |
| Noémie Wiedmer | 2e            | 3             | 1re           | 4             | 1re           | 4             | 1re           | 4             | 1re           | 4             | 19            | 1re Q         | D2 : 1re FA | FA : 1re | Médaille d'or, Jeux olympiques |

Légende : Q - Qualifiée pour la phase suivante ; FA – Qualifiée pour la finale A ; FB – Qualifiée pour la finale B (places 5 à 8)

#### Mixte
| Athlète                        | Série     | Quart de finale | Demi-finale | Finale   | Rang final |
| Athlète                        | Rang      | Rang            | Rang        | Rang     | Rang final |
| ------------------------------ | --------- | --------------- | ----------- | -------- | ---------- |
| Noah Kocherhans Noémie Wiedmer | Dispensés | Q2 : 2es Q      | D1 : 2es FA | FA : 4es | 4es        |
| Jonas Aschilier Nuria Gubser   | Dispensés | Q2 : 3es        | Éliminés    | Éliminés | 11es       |

Légende : Q - Qualifiée pour la phase suivante ; FA – Qualifiée pour la finale A ; FB – Qualifiée pour la finale B (places 5 à 8)